# جون جيمس (شاعر)
جون جيمس (بالإنجليزية: John James)‏ هو شاعر بريطاني، ولد في 14 مارس 1939، وتوفي في 14 مايو 2018.